# Cudowny połów
Cudowny połów (niem. Wunderbare Fischzug) – obraz olejny niemieckiego malarza Konrada Witza.

## Geneza tematu
Tematem obrazu jest epizod opisany w Ewangelii Jana dotyczący trzeciego objawienia Jezusa Zmartwychwstałego nad Jeziorem Galilejskim. Według relacji ewangelii kilku uczniów Jezusa wraz z Piotrem bezskutecznie łowiło ryby, gdy nad brzegiem pojawił się mężczyzna. Uczniowie nie rozpoznali go. Gdy ten polecił im ponowne zarzucenie sieci, w wyniku czego ich sieci napełniły się rybami, jeden z uczniów którego Jezus miłował zwrócił się do Piotra rozpoznając w przybyszu Jezusa. Na te słowa: 

Szymon Piotr usłyszawszy, że to jest Pan, przywdział na siebie wierzchnią szatę - był bowiem nagi - i rzucił się w morze (J 21:4-7)

Motyw Piotra w wodzie na obrazie pozwala na zinterpretowanie, które z ukazań podczas połowu z Ewangelii jest przedstawiane przez malarza.

## Opis obrazu
Panel stanowił początkowo część tryptyku ołtarzowego w katedrze św. Piotra w Genewie, zdemontowanego w okresie reformacyjnego ikonoklazmu w XVI w. Obecnie znajduje się w muzeum Musée d’art et d’histoire w Genewie.
Jest jednym z pierwszych obrazów (o ile nie pierwszym), na których przedstawiono krajobraz zaczerpnięty z realnego świata. Witz przedstawił na nim rzeczywisty widok znad Jeziora Genewskiego w okolicach Genewy w kierunku południowo-wschodnim, w stronę gór Mont Salève, Le Môle i Voirons. Jak pisał prof. Jacek Woźniakowski w swych „Górach niewzruszonych” 

Artystę musiała zachwycić możność sportretowania tych grap i czubów, niewysokich, tak charakterystycznie zamykających bliski, niemal domowy horyzont Genewy; zabrał się do tego z dokładnością snycerza. Precyzyjnie pokazał rzędy drzew i łąki. Między jasną smugą pola i jasnym niebem dał – nad pierwszoplanową postacią Chrystusa – zwornik kompozycyjny obrazu: ciemniejszą i większą niż w rzeczywistości, bardziej urozmaiconą w ostrym konturze bryłę Môle: tylko szczytową jej igliczkę roztopił w obłoku. Za tą turnią pojawiają się na tle nieba słabo widoczne białawe zęby: to masyw Mont Blanc, gdzie już o topograficzną wierność chyba nie chodzi (...), tylko o wrażenie ogólne dalekich, śnieżnych wierchów. Na tle oliwkowego,, krystalicznie twardego krajobrazu wspaniałą plamą gra cynobrowy, łamiący się w długie fałdy płaszcz sztywnej postaci Chrystusa, jakby osobno tu wciętej.

Witz w charakterystyczny dla siebie sposób bardzo dokładnie przedstawił szczegóły krajobrazu, a także odbicia w wodzie przedmiotów i światło wschodzącego słońca.